# Car (Azerbajdzjan)
Car är en ort i Azerbajdzjan. Den ligger i distriktet Zaqatala Rayonu, i den nordvästra delen av landet, 300 km nordväst om huvudstaden Baku. Car ligger 754 meter över havet och antalet invånare är 4 633.
Terrängen runt Car är kuperad åt sydväst, men åt nordost är den bergig. Närmaste större samhälle är Zaqatala, 4,4 km sydväst om Car.
I omgivningarna runt Car växer i huvudsak lövfällande lövskog. Runt Car är det ganska tätbefolkat, med 80 invånare per kvadratkilometer.